# Makoto Kitano
Makoto Kitano (北野 誠 Kitano Makoto?), född 17 juli 1967 i Kagawa prefektur, är en japansk före detta fotbollsspelare och tränare.
Kitano började sin karriär 1986 i Hitachi. 1993 flyttade han till Kyoto Purple Sanga. Han avslutade karriären 1995.
Kitano har efter den aktiva karriären verkat som tränare och har tränat Roasso Kumamoto, Kamatamare Sanuki och FC Gifu.